# 365756 ISON
365756 ISON (provisorisk beteckning: 2010 WZ71) är en centaur, en asteroid strax utanför asteroidbältet. Asteroiden upptäcktes den 4 november 2010 av den ryske amatörastronomen Leonjd Elenin vid ISON-NM observatoriet, Mayhill, New Mexico, USA. Den utsträckta omloppsbanan är inte typiskt för de flesta asteroider, varför Minor Planet Center listar den som Ovanlig.
Ateroiden har fått sitt namn efter International Scientific Optical Network, ett internationellt nätverk av observatorier.